# Maria Gloria Bracci Marinai
Maria Gloria Bracci Marinai (Santa Croce sull'Arno, 18 ottobre 1945) è una politica italiana.

## Biografia
Laureata in giurisprudenza, dopo aver insegnato Diritto, è stata per oltre venti anni Preside dell'Istituto Tecnico Commerciale-Liceo Scientifico "Antonio Pesenti" di Cascina. In seguito, dal 2007 è stata Dirigente dell'Ufficio Scolastico Provinciale di Pisa e infine dal 2011 di quello di Siena.
Fu candidata ed eletta deputata alle Elezioni politiche del 1994 nelle file del Partito Democratico della Sinistra, ricoprendo tale ruolo fino alla scadenza anticipata della legislatura nel 1996. Negli anni seguenti ha ricoperto il ruolo di Responsabile regionale Scuola per i Democratici di Sinistra in Toscana.